# Līgatne
Līgatne (deutsch Ligat) ist eine Kleinstadt in Lettland am Ufer des Flüsschens Līgatne (auch Ligate oder Līgate) vor dessen Einmündung in die Gauja im Gauja-Nationalpark. Im Jahr 2022 zählte Līgatne 1.009 Einwohner. Die gleichnamige Gemeinde (Līgatnes pagasts) hatte 2021 2243 Einwohner.

## Geschichte
Die Ortschaft entstand um eine Papierfabrik, die 1815 von Justus Storch gegründet worden war. 1864 kaufte die AG Rigaer Papierfabriken die Papierfabrik Ligat. 1889 erhielt Līgatne Anschluss an das Eisenbahnnetz und einen Bahnhof auf der Strecke Riga–Valka Gegen Ende des 19. Jahrhunderts entstanden um die Fabrik Arbeitersiedlungen, ein Krankenhaus, ein Kulturhaus, Kindergarten und andere Einrichtungen. In einem damals einzigartigen sozialen Modell wurde den Arbeitern freie Wohnung, Heizung, Strom, Kindererziehung, Altersversorgung usw. gewährt.
Ein oberer Ortsteil entwickelte sich an der Straße Riga-Pleskau.
2009 vereinigte sich die Stadt mit ihrer Landgemeinde zum Bezirk Līgatne, der 2021 im Bezirk Cēsis aufging.

## Sehenswürdigkeiten
Touristische Anziehungspunkte sind ein Naturpark mit Freigehegen für einheimische Wildtiere, ein für die Regierung der Lettischen Sozialistischen Sowjetrepublik gebauter sowjetischer Bunker für den Fall eines nuklearen Krieges, die ehemalige Papierfabrik, eine hölzerne Autofähre über die Gauja und der Gūdu-Felsen. Gegenüber dem Kulturhaus befinden sich in den weichen Sandstein gehauene ehemalige Eiskeller. Rund um den unteren Ortsteil gibt es viele weitere künstliche Höhlen.

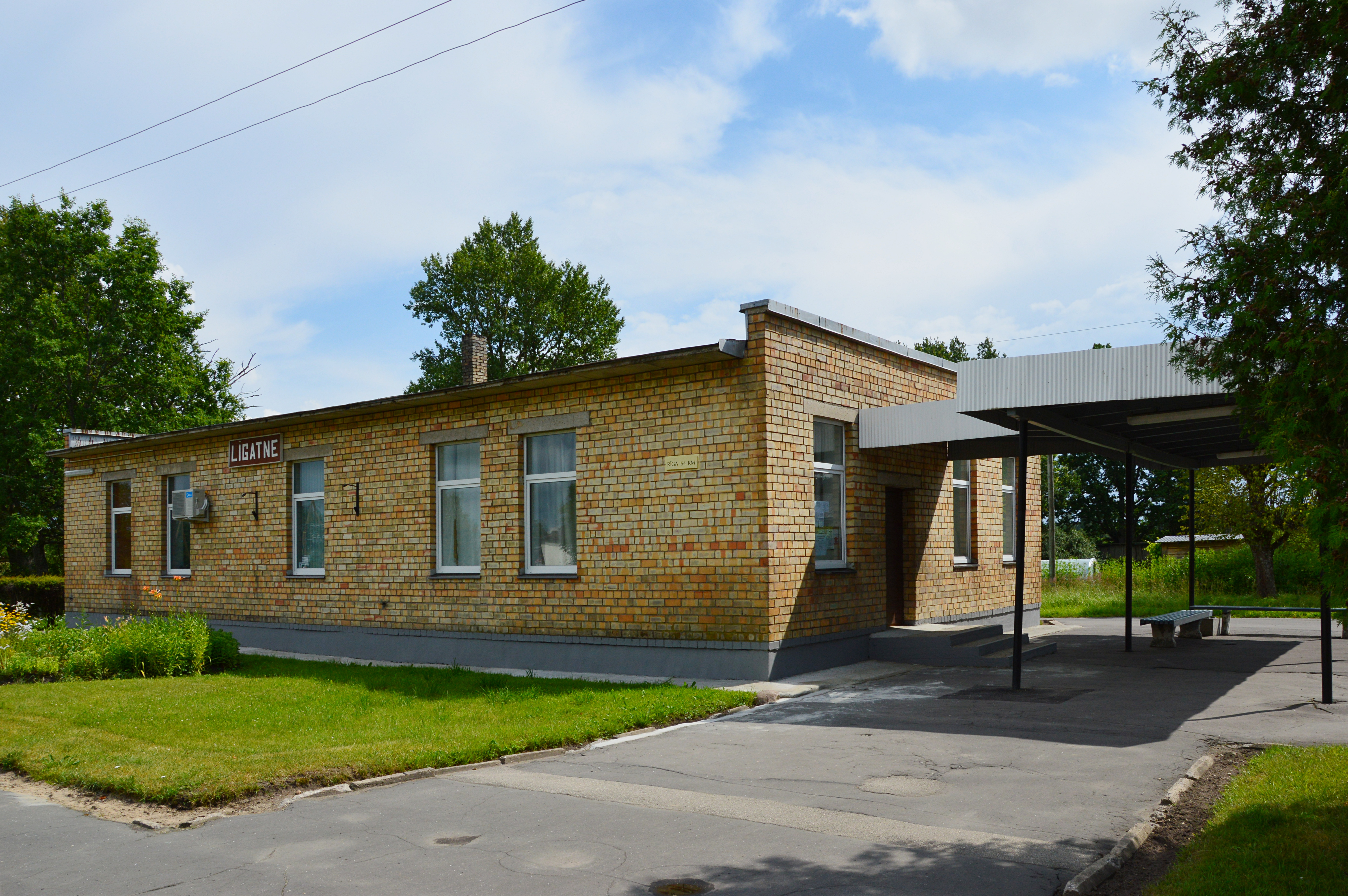
Eisenbahnstation Ligatne

## Verkehr
Die Station Līgatne in der Siedlung Augšlīgatne liegt Bahnstrecke Riga–Valga und weiter nach Tartu. Südlich führt die Straße Autoceļš A2 am Ort vorbei.

## Geschichte der Papierfabrik
Die Ortschaft ist mit der dort befindlichen Papierfabrik eng verbunden.
Ein Zeitzeugenbericht beschreibt die Arbeitervergünstigungen Anfang des 20. Jahrhunderts:

„Die Ligater Arbeiter verdienten...an barem Geldlohn bei der damals allgemein üblichen 12-stündigen Arbeit, etwa ebenso viel wie im Rigaer Stadtbezirk in der Industrie gezahlt wurde. Dabei genossen sie aber eine Menge Vergünstigungen, die in der Stadt fehlten: freie Wohnung und Beheizung, wobei ihnen Brennholz zur Verfügung stand,soviel sie brauchten. Dann: freie ärztliche Behandlung und Medikamente. Staatliche Krankenkassen gab es damals nicht, es gab also auch keine Abzüge vom Lohn dafür. In Ligat bestand ein Krankenhaus mit 8 Betten, […] Außerdem gab es eine sehr gut eingerichtete […] sehr gut betreute Entbindungsanstalt. Der alte Dr. Vogel, der ca. 5 km von Ligat wohnte, kam wöchentlich zweimal regelmäßig zur Fabrik, und am Ort lebte der Heilgehilfe […] Weiter hatten die Leute freie Schule für alle Kinder, im Rahmen etwa der Grundschule. Dazu alles Schulmaterial frei. Die Schule war in 3 Klassen geteilt, den Unterricht erteilten 3 Lehrer, […] Ob und in welcher Höhe eine Lohnsteuer erhoben wurde, ist mir entfallen. Ich glaube nicht; denn es gab damals auch keine Einkommensteuer.“

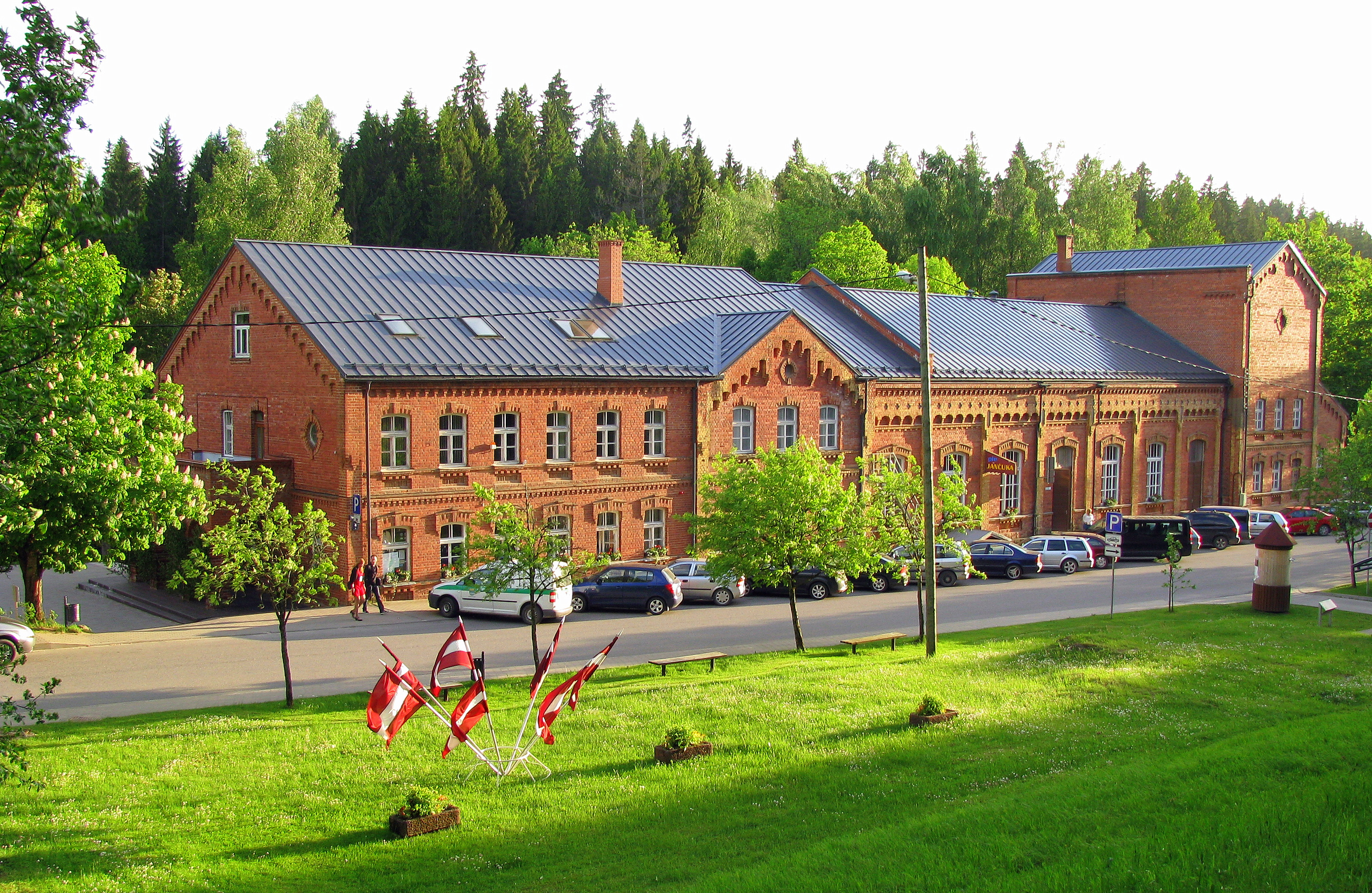
Kulturzentrum und Bibliothek Līgatne Juni 2015

Die Papierproduktion wurde während des Ersten Weltkriegs in Līgatne gestoppt, die Papiermaschinen wurden demontiert und nach Russland gebracht.
1920 stellte die neue Regierung der Republik Lettland 20 Mio. Lettische Rubel bereit, um die Fabrik wieder aufzubauen und mit der Papierproduktion wieder zu beginnen. In den 1920er und 1930er Jahren hatte die Papierfabrik Līgatne die modernsten Anlagen zur Papierproduktion in Europa und war eine der besten Fein- und Spezialpapierfabriken.
Während des Zweiten Weltkriegs wurde die Produktion erneut gestoppt, im Februar 1945 auf drei Papiermaschinen wieder aufgenommen.
Während eines Brandes 1993 brannte die Fabrik teilweise ab und wurde durch Spenden wieder aufgebaut. Im Jahr 2000 wurde sie unter dem Namen SIA „Papīrfabrika Līgatne“ als GmbH eingetragen. 2014 musste Insolvenz angemeldet werden.

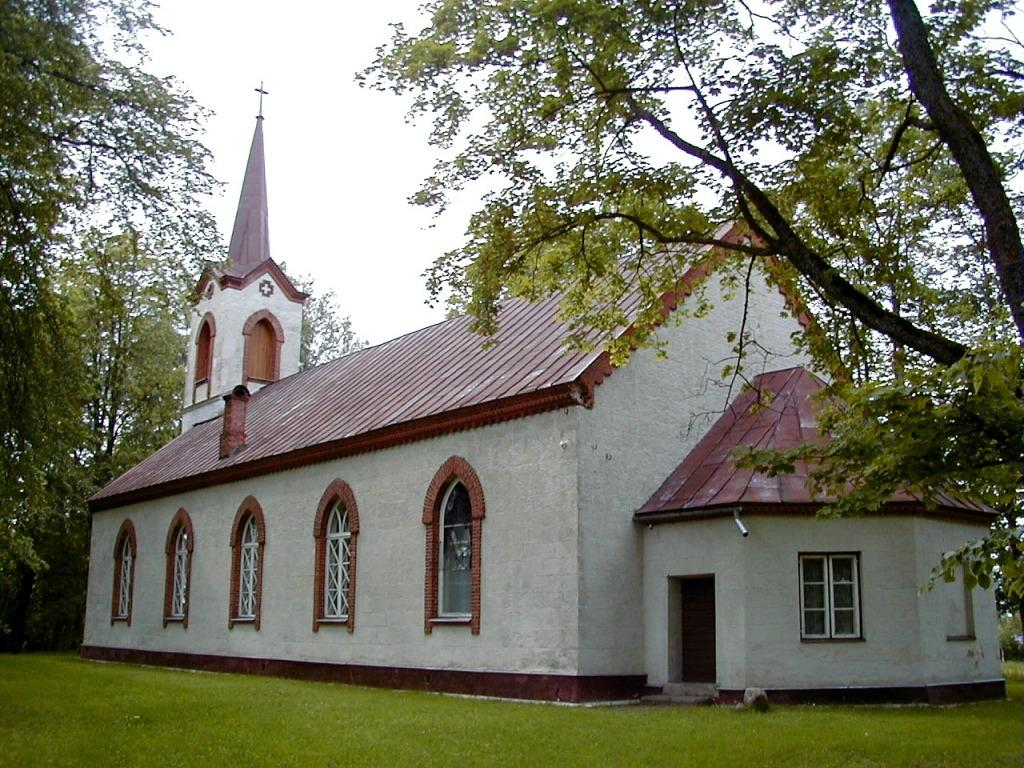
Lutherische Kirche Kempji

## Lutherische Kirche Kempji
Die im Ortsteil Kempji der Gemeinde Līgatne gelegene Lutherische Kirche wurde 1882 im neugotischen Stil errichtet.

## Personen
- Pauls Bankovskis (1973–2020), Schriftsteller[10]
- Asja Lācis (1891–1979), Schauspielerin, Regisseurin und Theaterleiterin